# Lillooet Airport
Lillooet Airport är en flygplats i Kanada.   Den ligger i provinsen British Columbia, i den södra delen av landet, 3 400 km väster om huvudstaden Ottawa. Lillooet Airport ligger 402 meter över havet.
Terrängen runt Lillooet Airport är huvudsakligen mycket bergig. Lillooet Airport ligger nere i en dal. Trakten runt Lillooet Airport är nära nog obefolkad, med mindre än två invånare per kvadratkilometer.. Närmaste större samhälle är Lillooet, 3,8 km väster om Lillooet Airport.
I omgivningarna runt Lillooet Airport växer i huvudsak barrskog.